# الحصن البيزنطي سيدي علي بن احمد جبل ادوس
الحصن البيزنطي هو معلم أثري تونسي مصنف من قبل المعهد الوطني للتراث  يقع في ولاية باجة في الشمال الغربي التونسي، تحديدا في سيدي احمد جبل ادوس تم تصنيف المعلم في يوم 13 مارس 1912.

## مقالات ذات صلة
- قائمة المعالم الأثرية المصنفة في تونس